# Neonazismo esotérico
 

Emblema "O Sol Negro ", representando a pátria celestial dos hiperbóreos e a fonte invisível de sua energia

O neonazismo esotérico, também conhecido como nazismo esotérico, fascismo esotérico ou hitlerismo esotérico, representa uma fusão da ideologia nazista com tradições místicas, ocultas e esotéricas. Esse sistema de crenças surgiu após a Segunda Guerra Mundial, quando os adeptos buscavam reinterpretar e adaptar as ideias do Terceiro Reich dentro do contexto de um novo movimento religioso. O nazismo esotérico é caracterizado por sua ênfase nas dimensões míticas e espirituais da supremacia ariana, extraindo de uma variedade de fontes, incluindo teosofia, ariosofia e dualismo gnóstico. Essas crenças evoluíram para um corpo de pensamento complexo e muitas vezes contraditório que busca justificar e perpetuar ideologias racistas e supremacistas sob o pretexto de iluminação espiritual.
As raízes do nazismo esotérico podem ser rastreadas até os movimentos e figuras ocultistas do início do século XX que buscavam combinar teorias raciais com misticismo. Figuras importantes como Guido von List e Jörg Lanz von Liebenfels desempenharam papéis significativos nesse desenvolvimento, com suas ideias estabelecendo as bases para o que mais tarde se tornaria os fundamentos esotéricos da ideologia nazista. Esses primeiros esoteristas promoveram a ideia de uma antiga raça ariana, dotada de qualidades divinas, que eles acreditavam estar destinada a governar outras raças. Essa noção de supremacia ariana foi posteriormente desenvolvida pela Sociedade Thule, um grupo ocultista que influenciou fortemente o movimento nazista inicial, misturando nacionalismo com crenças místicas em uma pátria ariana mítica conhecida como Hiperbórea.
Após a queda do Terceiro Reich, o nazismo esotérico evoluiu e se adaptou a novos contextos, com figuras como Savitri Devi e Miguel Serrano emergindo como proeminentes proponentes do que hoje é chamado de hitlerismo esotérico. Esses esoteristas do pós-guerra expandiram a ideia de Hitler como uma figura messiânica, muitas vezes divinizando-o como um avatar de forças divinas. Savitri Devi, por exemplo, integrou a ideologia nazi com o hinduísmo, retratando Hitler como o nono avatar de Vishnu e alinhando a supremacia ariana com os conceitos hindus de ordem cósmica. Da mesma forma, Miguel Serrano introduziu elementos extraterrestres no Hitlerismo Esotérico, alegando que a raça ariana tinha origens divinas ligadas a uma raça de seres semelhantes a deuses da Hiperbórea.
O nazismo esotérico continuou a influenciar vários grupos neonazistas e de extrema direita na era pós-guerra, muitas vezes se fundindo com outras tradições esotéricas e ocultas. O conceito de um "Inconsciente Ariano Coletivo", inspirado nas teorias de Carl Jung, e o símbolo do Sol Negro, representando o poder esotérico oculto, são centrais para essas crenças. Essas ideias foram perpetuadas por vários meios, incluindo literatura, música e mídia digital, contribuindo para a persistência do nazismo esotérico na cultura contemporânea. Apesar de seu status marginal, o nazismo esotérico continua sendo uma força potente dentro de certos círculos extremistas, oferecendo uma justificativa mística para a supremacia racial e ideológica.

## Contexto histórico
As raízes do nazismo esotérico estão em vários movimentos e figuras do início do século XX que buscavam misturar misticismo, teorias raciais e nacionalismo. Guido von List e Jörg Lanz von Liebenfels foram fundamentais neste desenvolvimento. List, uma figura proeminente no movimento völkisch, criou a Ariosofia, combinando paganismo germânico com teorias raciais. Lanz von Liebenfels expandiu essas ideias por meio de sua publicação Ostara, promovendo a superioridade ariana e as visões antissemitas por meio do ocultismo e do misticismo.
A Sociedade Thule, fundada em 1918, desempenhou um papel significativo na formação da ideologia nazista. Este grupo ocultista acreditava em Thule, uma mítica pátria ariana. As ideias antissemitas e nacionalistas da sociedade influenciaram muitos que se tornariam líderes nazistas, misturando ocultismo, mitologia e ideologia política para formar a base do nazismo esotérico.
Heinrich Himmler, chefe da SS, integrou profundamente o misticismo à ideologia nazista, vendo a SS como uma ordem espiritual. Ele estabeleceu o centro ideológico da SS no Castelo de Wewelsburg, onde várias práticas esotéricas e ocultas eram conduzidas. O fascínio de Himmler pelo Santo Graal e pelos mitos do Rei Arthur visava inspirar a SS com um propósito espiritual mais elevado. A ariosofia, desenvolvida por List e Liebenfels, moldou significativamente a ideologia racial nazista. Combinando Teosofia, mitologia germânica e teorias raciais, a Ariosofia promoveu a superioridade ariana ao postular os arianos como descendentes de uma raça divina e antiga. Este conceito foi usado pelos nazistas para justificar sua pureza racial e políticas antissemitas.
Crenças mitológicas e místicas eram parte integrante da ideologia nazista. O conceito de Hiperbórea, uma mítica pátria ariana do norte, sugeria que os hiperbóreos eram seres divinos que outrora governaram a Terra. Os nazistas adotaram vários símbolos com significados esotéricos. A suástica, um antigo símbolo encontrado em várias culturas, tornou-se o emblema do partido nazista, simbolizando a identidade ariana e a ordem cósmica. Outros símbolos, como o Sol Negro, significavam poder oculto e o conhecimento esotérico da raça ariana.

## História do pós-guerra e expoentes notáveis

### Savitri Devi
A escritora grega Savitri Devi foi a primeira grande expoente do pós-guerra do que desde então ficou conhecido como Hitlerismo Esotérico. De acordo com essa ideologia, após a queda do Terceiro Reich e o suicídio de Hitler no final da guerra, o próprio Hitler poderia ser deificado. Devi associou a ideologia ariana de Hitler à da parte pan-hindu do movimento de independência da Índia, e a ativistas como Subhas Chandra Bose. Para ela, a suástica era um símbolo especialmente importante, pois ela sentia que simbolizava a unidade ariana entre hindus e alemães.
Savitri Devi, acima de tudo, estava interessada no sistema de castas indiano, que ela considerava o arquétipo das leis raciais destinadas a governar a segregação de diferentes raças e a manter o sangue puro dos arianos de pele clara. Ela considerou a sobrevivência da minoria de brâmanes entre uma enorme população de muitas raças indianas diferentes, após sessenta séculos, como um tributo vivo ao valor do sistema de castas ariano.

Savitri Devi integrou o nazismo em uma estrutura cíclica mais ampla da história hindu. Ela considerava Hitler o nono Avatar de Vishnu, e o chamava de "o indivíduo divino de nossos tempos; o Homem contra o Tempo; o maior europeu de todos os tempos", tendo uma visão ideal de retornar seu povo ariano a um tempo anterior e mais perfeito, e também tendo os meios práticos para lutar contra as forças destrutivas "no Tempo". Ela viu sua derrota — e a frustração de sua visão se concretizar — como resultado de ele ser "muito magnânimo, muito confiante, muito bom", de não ser implacável o suficiente, de ter em sua "constituição psicológica muito 'sol' [beneficência] e pouco 'relâmpago' [crueldade prática]", ao contrário de sua encarnação vindoura:
"Kalki" agirá com uma crueldade sem precedentes . Ao contrário de Adolf Hitler, Ele não poupará nenhum dos inimigos da Causa divina: nenhum dos seus oponentes declarados, mas também nenhum dos mornos, dos oportunistas, dos ideologicamente heréticos, dos racialmente bastardizados, dos doentes, dos hesitantes, dos demasiado humanos; nenhum daqueles que, no corpo, no caráter ou na mente, trazem a marca das Eras caídas.

### Roberto Charroux
Ao contrário da maioria dos escritores de astronautas antigos, Robert Charroux tinha um grande interesse no racismo. Segundo Charroux, Hiperbórea estava situada entre a Islândia e a Groenlândia e era o lar de uma raça nórdica branca com cabelos loiros e olhos azuis. Charroux escreveu que esta raça era de origem extraterrestre e tinha vindo originalmente de um planeta frio situado longe do sol. Charroux também escreveu que a raça branca dos hiperbóreos e seus descendentes, os celtas, dominaram o mundo inteiro no passado antigo. Algumas dessas afirmações de Charroux influenciaram as crenças do nazismo esotérico, como o trabalho de Miguel Serrano.

### Miguel Serrano
Miguel Serrano, ex-diplomata chileno, é uma figura importante do nazismo esotérico. Autor de vários livros, incluindo The Golden Ribbon: Esoteric Hitlerism (1978) e Adolf Hitler, the Last Avatar (1984), Serrano é um dos vários esoteristas nazistas que consideram o "sangue ariano" como originalmente extraterrestre:
Serrano encontra evidências mitológicas das origens extraterrestres do homem nos Nephilim [anjos caídos] do Livro do Gênesis ... Serrano sugere que o súbito aparecimento do Homem de Cro-Magnon com suas grandes realizações artísticas e culturais na Europa pré-histórica registra a passagem de uma dessas raças descendentes de divya ao lado da inferioridade abismal do Homem de Neandertal, uma abominação e criação manifesta do demiurgo ... De todas as raças da Terra, somente os arianos preservam a memória de seus ancestrais divinos em seu sangue nobre, que ainda está misturado à luz do Sol Negro . Todas as outras raças são descendentes dos homens-fera do demiurgo, nativos do planeta.
Serrano apoia essa ideia em vários mitos que atribuem ancestralidade divina aos povos "arianos", e até mesmo no mito asteca de Quetzalcoatl descendendo de Vênus. Ele também cita a hipótese de Bal Gangadhar Tilak sobre a terra natal ártica dos indo-arianos, como sua autoridade para identificar o centro terrestre das migrações arianas com o continente ártico "perdido" da Hiperbórea. Assim, os deuses extraterrestres de Serrano também são identificados como hiperbóreos.
Na tentativa de elevar o desenvolvimento espiritual das raças terrestres, os divyas hiperbóreos (um termo sânscrito para homens-deuses) sofreu um trágico revés. Expandindo uma história do Livro de Enoque, Serrano lamenta que um grupo renegado entre os deuses cometeu miscigenação com as raças terrestres, diluindo assim o sangue portador de luz de seus benfeitores e diminuindo o nível de consciência divina no planeta.

O conceito de Hiperbórea tem um significado simultaneamente racial e místico para Serrano. Ele acredita que Hitler estava em Shambhala, um centro subterrâneo na Antártida (anteriormente no Polo Norte e no Tibete), onde estava em contato com os deuses hiperbóreos e de onde um dia emergiria com uma frota de OVNIs para liderar as forças da luz (os hiperbóreos, às vezes associados a Vril) sobre as forças das trevas (inevitavelmente incluindo, para Serrano, aquelas das religiões abraâmicas que adoram o deus abraâmico) em uma última batalha e, assim, inaugurando um Quarto Reich.
Serrano segue a tradição gnóstica dos cátaros (fl. 1025–1244) ao identificar o demiurgo maligno como Jeová, o Deus do Antigo Testamento. Como dualistas medievais, esses hereges do século XI repudiaram Jeová como um deus falso e mero artífice oposto ao Deus real muito além do nosso reino terreno. Essa doutrina gnóstica claramente trazia implicações perigosas para os judeus. Como Jeová era a divindade tribal dos judeus, eles eram adoradores do diabo. Ao colocar os judeus no papel de filhos de Satanás, a heresia cátara pode elevar o antissemitismo ao status de uma doutrina teológica apoiada por uma vasta cosmologia. Se os arianos hiperbóreos são o arquétipo e os descendentes de sangue das divyas de Serrano do Sol Negro, então o arquétipo do Senhor das Trevas precisava de uma contra-raça. O demiurgo procurou e encontrou o agente mais adequado para seu arquétipo nos judeus.
Como os estudiosos religiosos Frederick C. Grant e Hyam Maccoby enfatizam, na visão dos gnósticos dualistas, "os judeus eram considerados o povo especial do Demiurgo e tinham o papel histórico especial de obstruir o trabalho redentor dos emissários do Deus Supremo". Serrano considerava Hitler, portanto, um dos maiores emissários desse Deus Supremo, rejeitado e crucificado pela tirania da ralé judaizada, assim como os anteriores portadores da luz revolucionária. Serrano dava um lugar especial em sua ideologia para a SS, que, em sua busca para recriar a antiga raça de homens-deuses arianos, ele pensava que estava acima da moralidade e, portanto, justificada.

### David Myatt
Nas décadas de 1980 e 1990, David Myatt desenvolveu uma interpretação — ou versão revisionista — do nazismo que, embora baseada nos três princípios de Savitri Devi de indivíduos “acima”, “contra” e “no tempo”, não envolvia mitologia antiga nem seres extraterrestres.
Em vez disso, Myatt, descrito como "mais comumente associado à ala oculta do movimento nacional-socialista, concentrou-se - em panfletos como O significado do nacional-socialismo, O esclarecimento do nacional-socialismo e seu A religião do nacional-socialismo - no que ele descreveu como os aspectos "numinosos" do nazismo, com Jeffrey Kaplan escrevendo que Myatt descreveu o nazismo como "inequivocamente uma religião, enquanto Adolf Hitler é tratado descaradamente como o salvador da humanidade."

## Conceitos e temas

### Inconsciente ariano coletivo
O conceito de "Inconsciente Ariano Coletivo" é central para o nazismo esotérico, baseando-se na teoria do inconsciente coletivo de Carl Jung. Entretanto, no pensamento esotérico nazista, esse inconsciente está especificamente ligado à raça ariana, que se acredita carregar uma memória racial compartilhada ou herança espiritual. Essa ideia postula que os arianos possuem sabedoria e conhecimento inatos e herdados que os conectam às suas origens divinas e à antiga terra natal hiperbórea . Acredita-se que essa memória coletiva guia os arianos em sua missão espiritual e racial, diferenciando-os de outras raças consideradas espiritualmente inferiores.
No livro Sol Negro, Nicholas Goodrick-Clarke relata como Carl Gustav Jung descreveu "Hitler como possuído pelo arquétipo do inconsciente coletivo ariano e não conseguia deixar de obedecer aos comandos de uma voz interior". Em uma série de entrevistas entre 1936 e 1939, Jung caracterizou Hitler como um arquétipo, muitas vezes se manifestando com a completa exclusão de sua própria personalidade. "'  Hitler é um recipiente espiritual, uma semi-divindade; melhor ainda, um mito. Benito Mussolini é um homem' ... o messias da Alemanha que ensina a virtude da espada. 'A voz que ele ouve é a do inconsciente coletivo de sua raça'".
A sugestão de Jung de que Hitler personificava o inconsciente ariano coletivo interessou e influenciou profundamente Miguel Serrano, que mais tarde concluiu que Jung estava apenas psicologizando o antigo e sagrado mistério da possessão arquetípica pelos deuses, poderes metafísicos independentes que governam suas respectivas raças e ocasionalmente possuem seus membros.

### Hiperbórea e origens arianas
Hiperbórea, uma terra mítica frequentemente associada à região do Ártico, é reverenciada na ideologia esotérica nazista como a pátria ancestral da raça ariana. De acordo com essa crença, Hiperbórea era um paraíso habitado pelos deuses arianos originais ou homens-deuses, que mais tarde foram exilados ou desceram à Terra. O conceito de Hiperbórea está ligado à ideia de uma Era de Ouro perdida, onde os arianos viviam em harmonia com as leis cósmicas antes de seu declínio e corrupção por influências externas. Esta narrativa mitológica apoia a visão esotérica nazista dos arianos como uma raça superior com um destino divino, ligado às suas origens antigas e míticas.
Desde 1945, escritores neonazistas também propuseram Shambhala e a estrela Aldebaran como a terra natal original dos arianos. O livro Arktos: The Polar Myth in Science, Symbolism, and Nazi Survival, do estudioso de Hypnerotomachia Poliphili Joscelyn Godwin, discute teorias pseudocientíficas sobre a sobrevivência de elementos nazistas na Antártida. Arktos é conhecido por sua abordagem acadêmica e exame de muitas fontes atualmente indisponíveis em outras traduções em inglês.

### Dualismo gnóstico e o demiurgo
O nazismo esotérico incorpora elementos do dualismo gnóstico, particularmente a crença em uma luta cósmica entre as forças da luz e das trevas . Nessa visão de mundo, o mundo material é visto como a criação de um demiurgo malévolo, frequentemente identificado com o Deus judaico-cristão, que busca escravizar a humanidade. Os arianos, por outro lado, são vistos como filhos da luz divina, destinados a se opor ao demiurgo e seus agentes terrestres, normalmente identificados com judeus e outros não-arianos. Este sistema de crenças dualista reforça a hierarquia racial e espiritual central ao nazismo esotérico, com os arianos posicionados como os governantes legítimos do mundo, destinados a liderar a batalha final contra as forças das trevas.

### Sol Negro e teorias extraterrestres
O Sol Negro é um símbolo significativo no nazismo esotérico, representando o poder oculto e esotérico que se acredita guiar a raça ariana. Frequentemente retratado como um sol interior místico, o Sol Negro simboliza a fonte da força espiritual ariana e as forças cósmicas que apoiam sua missão racial. Este conceito está intimamente ligado a várias teorias extraterrestres dentro do nazismo esotérico, que sugerem que a raça ariana tem origens divinas ou extraterrestres. Figuras como Miguel Serrano popularizaram a ideia de que os arianos são descendentes de uma antiga raça extraterrestre, que governou a Hiperbórea e retornará para liderar a humanidade em uma nova Era de Ouro. Essas crenças combinam simbolismo oculto com narrativas pseudo-históricas e mitológicas para criar uma base mística para a supremacia ariana.
Godwin e outros escritores como Nicholas Goodrick-Clarke discutiram as conexões entre o nazismo esotérico e a energia Vril, as civilizações ocultas de Shambhala e Agartha e as bases subterrâneas deOVNIs, bem como a suposta sobrevivência de Hitler e da SS em bases subterrâneas da Antártida na Nova Suábia, ou em aliança com os hiperbóreos do mundo subterrâneo.

## Crenças comuns
O nazismo esotérico é construído sobre uma base de crenças fundamentais que combinam ideologias místicas, raciais e ocultas. Essas crenças formam os princípios centrais da tradição, distinguindo-a de outros movimentos esotéricos e entrelaçando-a com a ideologia nazista.

### Pureza racial e herança mística
No cerne do nazismo esotérico está a crença na pureza racial e na superioridade da raça ariana. Os adeptos dessa ideologia veem os arianos como descendentes de uma linhagem divina ou mística, dotados de qualidades espirituais e raciais únicas que os distinguem de outras raças. Essa crença na pureza racial não é vista apenas como um atributo físico, mas também como espiritual, onde a pureza da linhagem está ligada à capacidade de acessar conhecimento esotérico superior e manter uma conexão com forças divinas. O conceito de uma “aristocracia espiritual” é frequentemente enfatizado, sendo a raça ariana considerada o povo escolhido destinado a liderar a humanidade.
A noção de pureza racial no nazismo esotérico é frequentemente ligada a um passado idealizado, onde os arianos supostamente viviam em harmonia com as leis cósmicas antes de serem corrompidos por influências externas. A manutenção desta pureza racial é vista como essencial para que a raça ariana cumpra a sua missão divina na Terra.

### Hierarquias espirituais
O nazismo esotérico incorpora o conceito de hierarquias espirituais, onde diferentes raças e seres ocupam diferentes níveis de avanço espiritual. Os arianos são colocados no topo dessa hierarquia, acreditando-se que estão mais próximos das forças divinas ou cósmicas que governam o universo. Esta hierarquia espiritual justifica a ideologia supremacista inerente ao nazismo esotérico, afirmando que os arianos têm o direito divino de governar outras raças, que são consideradas espiritualmente inferiores ou degeneradas.
Dentro dessa estrutura, os líderes e iniciados do nazismo esotérico se veem como guardiões do conhecimento oculto e do poder espiritual. Esta crença numa ordem cósmica reforça a natureza hierárquica e autoritária da ideologia esotérica nazi, onde apenas alguns poucos são considerados dignos de aceder e exercer esse conhecimento.

### Conhecimento esotérico
Uma crença central no nazismo esotérico é a busca e preservação do conhecimento esotérico, considerado essencial para desbloquear o potencial espiritual e racial da raça ariana. Acredita-se que esse conhecimento seja oculto ou oculto, acessível apenas àqueles que são racialmente puros e espiritualmente avançados. Os nazis esotéricos afirmam frequentemente que este conhecimento foi transmitido através de sociedades secretas ou tradições místicas que o preservaram desde os tempos antigos.
O conteúdo desse conhecimento esotérico varia, mas geralmente inclui ensinamentos sobre as origens da raça ariana, a natureza do cosmos e as leis que regem a pureza espiritual e racial. Este conhecimento é visto como capacitando a raça ariana a reclamar o seu lugar legítimo como líderes espirituais e temporais do mundo, capazes de inaugurar uma nova Era de Ouro.

### Desapego da moralidade convencional
O nazismo esotérico defende o distanciamento da moralidade convencional, que é vista como uma construção de raças inferiores ou das forças opressivas do demiurgo. Em vez disso, ele promove um código de conduta que se alinha com a missão divina percebida pela raça ariana. Isto inclui a justificação da violência, da dominação e de outras acões consideradas necessárias para proteger e promover a raça ariana e os seus objetivos espirituais 
Esse sistema de crenças promove uma forma de ideologia do tipo "o mais forte faz o certo", em que as ações são julgadas não por padrões éticos convencionais, mas por sua eficácia em atingir os objetivos do nazismo esotérico. Este distanciamento da moralidade tradicional é usado para justificar as acções extremistas e muitas vezes violentas associadas ao movimento.

## Na cultura popular

### Música
Em um artigo de 2002, Goodrick-Clarke descreveu uma rede contemporânea de pequenos grupos musicais que combinam neofascismo e satanismo. Esses grupos podem ser encontrados na Grã-Bretanha, França e Nova Zelândia, sob nomes como "Ordem Negra" ou "Aliança Infernal", e se inspiram no Hitlerismo Esotérico de Miguel Serrano.
Temas esotéricos, incluindo referências a artefatos como a Lança Sagrada, também são frequentemente mencionados na música neonazista (por exemplo, Rock Against Communism) e, acima de tudo, no black metal nacional-socialista.